# امپراتوری: آگوستوس (فیلم ۲۰۰۳)
امپراتوری: آگوستوس (انگلیسی: Imperium: Augustus) محصول مشترک بریتانیا و ایتالیا در سال ۲۰۰۳ و بخشی از سری امپراتوری (سری فیلم) است. داستان زندگی اکتاویان و چگونگی تبدیل شدن او به آگوستوس را بیان می‌کند. نیمی از فیلم در گذشته اتفاق می‌افتد (همان‌طور که آگوستوس به دخترش ژولیای بزرگ توضیح می‌دهد که چگونه او شد) و نیمی دیگر در اواخر زندگی آگوستوس اتفاق می‌افتد.